# Брик Сентер (Колорадо)
Брик Сентер (енгл. Brick Center) насељено је место без административног статуса у америчкој савезној држави Колорадо.

## Демографија
По попису из 2010. године број становника је 107.
| Група             | 2000.    | 2010.      |
| Белци             | 0 (0,0%) | 88 (82,2%) |
| Афроамериканци    | 0 (0,0%) | 2 (1,9%)   |
| Азијати           | 0 (0,0%) | 1 (0,9%)   |
| Хиспаноамериканци | 0 (0,0%) | 11 (10,3%) |
| Укупно            | 0        | 107        |